# Prado (Friol)
Prado (llamada oficialmente San Martiño de Prado) es una parroquia española del municipio de Friol, en la provincia de Lugo, Galicia.

## Organización territorial
La parroquia está formada por once entidades de población, constando diez de ellas en el nomenclátor del Instituto Nacional de Estadística español:
- A Pena
- Auceira (A Uceira)
- Casanova (A Casanova)
- Costa (A Costa)
- Devesa (A Devesa)
- Empalme (O Empalme)
- Lousende
- Outarelo
- Prado de Abaixo (O Prado de Abaixo)
- Prado de Arriba (O Prado de Arriba)
- Sixto (O Sisto)

## Demografía
| Gráfica de evolución demográfica de Prado entre 2000 y 2019 |
|                                                             |
| Datos según el nomenclátor publicado por el INE.            |